# King George Memorial Fountain

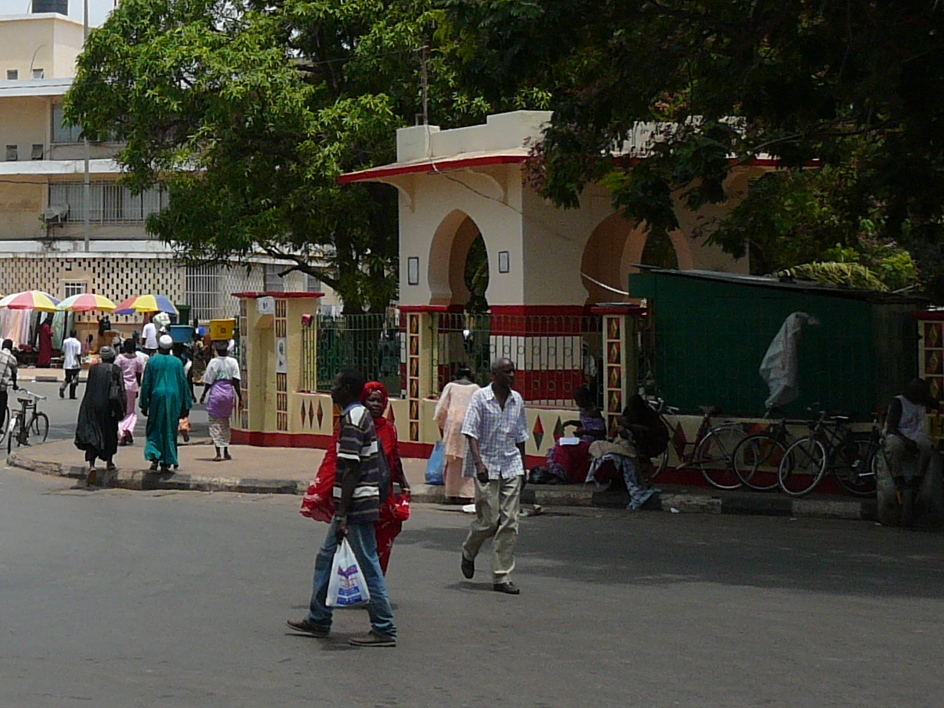
Der King George Memorial Fountain

Der King George Memorial Fountain oder King George V Fountain (deutsch König-George V.-Brunnen) in dem westafrikanischen Staat Gambia liegt am Rande des MacCarthy Square und einer Straßenkreuzung in der Hauptstadt Banjul.

## Geschichte
Der Brunnen wurde am 12. Mai 1937, am Tag der Krönung des britischen Königs Georg VI., zur Erinnerung an den 1936 verstorbenen König Georg V. in der damaligen Kolonie Britisch-Gambia eingeweiht. Das Denkmal in der Form eines Pavillon ist mit einem cremeweißen Anstrich, der rot gebändert ist, versehen. Die vier geöffneten Seiten erinnern an Stilformen der orientalischen Architektur.
Der Trinkbrunnen, der nicht in Betrieb ist (Stand 2009), steht unter dem besonderen Schutz eines National Monuments.